# ذا دارك بيكشرز: مان أف مايدن
ذا دارك بيكشرز: مان أف مايدن (بالإنجليزية:The Dark Pictures: Man of Medan)، هي لعبة فيديو من نوع رعب البقاء، تم إصدار اللعبة بتاريخ 30 أغسطس 2019، وهي من تطوير شركة سوبرماسيف جيمز البريطانية، ومن نشر شركة بانداي نامكو إنترتينمنت اليابانية، وتعمل لمنصات بلاي ستيشن 4، إكس بوكس ون ومايكروسوفت ويندوز، وهذه اللعبة مشابهة لأسلوب لعبة أنتل داون، حيث يقرر الأصدقاء في البحث عن المصير لكي يبقوا أحياء، وهذه اللعبة تدعم اللغة العربية.